# هانك بوتشر
هانك بوتشر (بالإنجليزية: Hank Butcher)‏ هو لاعب كرة قاعدة أمريكي، ولد في 12 يوليو 1886 في شيكاغو في الولايات المتحدة، وتوفي في 28 ديسمبر 1979 في هازل كرست في الولايات المتحدة.

## وصلات خارجية
- هانك بوتشر على موقعبيزبول رفرنس.كوم (الدوري الرئيسي) (الإنجليزية)
- هانك بوتشر على موقعبيزبول رفرنس.كوم (الدوري الثانوي) (الإنجليزية)